# John Berger (pisarz)
John Peter Berger (ur. 5 listopada 1926 w Hackney, zm. 2 stycznia 2017 w Antony) – brytyjski krytyk sztuki, pisarz i malarz, najbardziej znany z książki Sposoby widzenia z 1972 roku. Jego powieść G. zdobyła w 1972 roku Nagrodę Bookera.

## Życiorys
Berger urodził się w dzielnicy Hackney w Londynie i uczęszczał do St Edward's School w Oksfordzie. W latach 1944–1946 służył w armii brytyjskiej; następnie wstąpił do Chelsea School of Art i do Central School of Art na Uniwersytecie Sztuk Pięknych w Londynie. Pod koniec lat 1940. rozpoczął karierę malarską i wystawiał swoje prace w wielu londyńskich galeriach, m.in. Wildenstein, Redfern i Leicester.
W latach 1948–1955 uczył rysunku i zajął się krytyką sztuki. Opublikował wiele esejów i recenzji w tygodniku New Statesman. Wyznawane idee humanizmu marksistowskiego i zdecydowane opinie na temat sztuki współczesnej sprawiły, że niemal od początku swojej kariery był postacią kontrowersyjną.
Od 1962 roku mieszkał we Francji, pod koniec życia w regionie Górna Sabaudia. Ma troje dzieci: Jacob jest reżyserem, Katya pisarką i krytykiem filmowym, Yves artystą.

## Kariera literacka
W 1958 Berger opublikował pierwszą powieść, A Painter of Our Time, opowiadającą o zniknięciu Janosa Lavina, fikcyjnego węgierskiego malarza, i odkryciu jego dziennika przez przyjaciela, krytyka sztuki o imieniu John; powieść przez wielu czytelników została wzięta za autobiograficzną. Kolejne książki Bergera, The Foot of Clive i Corker's Freedom, przedstawiały nacechowane alienacją i melancholią życie w angielskich miastach.
Wśród monografii Bergera na uwagę zasługują The Success and Failure of Picasso (1965) oraz Art and Revolution: Ernst Neizvestny, Endurance, and the Role of the Artist (1969).
W latach 1970. Berger współpracował ze szwajcarskim reżyserem Alainem Tannerem nad kilkoma filmami, m.in. La Salamandre (1971), Le milieu du monde (1974) oraz Jonas qui aura 25 ans en l'an 2000 (1976).
W 1972 ukazał się serial BBC Ways of Seeing i towarzyszący mu tekst, wprowadzenie do studiów nad obrazem (polski tytuł: Sposoby widzenia). Praca inspirowana była tekstem Waltera Benjamina Das Kunstwerk im Zeitalter seiner technischen Reproduzierbarkeit. W tym samym roku G., romantyczna powieść łotrzykowska osadzona w Europie w roku 1898, zdobyła James Tait Black Memorial Prize oraz Nagrodę Bookera.
Berger oddał wówczas połowę pieniędzy z nagrody brytyjskiej Partii Czarnych Panter, która walczyła o prawa czarnych.
W 1974 r. wyjechał z Wielkiej Brytanii. W następnych latach mieszkał w Paryżu, Genewie i alpejskiej wiosce Quincy, gdzie hodował bydło. W ostatnich latach żył w Antony pod Paryżem.
Wiele utworów Bergera porusza tematykę społeczną, m.in. A Fortunate Man: The Story of a Country Doctor (1967) i A Seventh Man: Migrant Workers in Europe (1975). We współpracy z fotografem Jeanem Mohrem Berger stara się zrozumieć i utrwalić doświadczenia mieszkańców wsi. Książka Another Way of Telling, z esejami Bergera i zdjęciami Mohra, omawia i ilustruje wykorzystywane przez nich techniki oraz teorię fotografii. Najważniejszy utwór beletrystyczny Bergera napisany w latach 1980., trylogia Into Their Labours (na którą składają się powieści Pig Earth, Once in Europa i Lilac and Flag), opowiada o doświadczeniach wieśniaków europejskich, od ich rolniczych korzeni po współczesne problemy ekonomiczne i polityczne.
Jedynym zbiorem poezji Bergera jest Pages of the Wound (1976), choć niektóre z jego książek, na przykład teoretyczna praca Nasze twarze, moje serce, zwięzłe jak fotografie, zawierają zarówno poezję, jak prozę.
Do najnowszych powieści zalicza się King: A Street Story, powieść o bezdomnych opowiadana z perspektywy psa. Tom O patrzeniu zawiera rozdział „Why Look at Animals?”, często cytowany przez naukowców zajmujących się Animal Studies, interdyscyplinarną dziedziną studiów nad zwierzętami; w ich interpretacji Berger uważa, że naukowcy często nie dostrzegają otaczających ich zwierząt oraz że istnieją przesłanki teoretyczne i etyczna, aby nauki humanistyczne zajęły się studiowaniem zwierząt.
Ostatnia powieść Bergera From A to X znalazła się na „długiej liście” kandydatów do Nagrody Bookera za 2008 rok.
Zmarł 2 stycznia 2017 w swoim domu w podparyskim Antony